# Клінтон (містечко, Вісконсин)
Клінтон (англ. Clinton) — місто (англ. town) в США, в окрузі Рок штату Вісконсин. Населення — 889 осіб (2020).

## Демографія
Згідно з переписом 2010 року, у місті мешкало 930 осіб у 329 домогосподарствах у складі 261 родини. Було 350 помешкань
Расовий склад населення:
| - 95,6 % — білих - 0,6 % — чорних або афроамериканців - 0,4 % — азіатів - 3,1 % — осіб інших рас |

До двох чи більше рас належало 0,2 %. Частка іспаномовних становила 4,3 % від усіх жителів.
За віковим діапазоном населення розподілялося таким чином: 25,7 % — особи молодші 18 років, 63,0 % — особи у віці 18—64 років, 11,3 % — особи у віці 65 років та старші. Медіана віку мешканця становила 40,9 року. На 100 осіб жіночої статі у місті припадало 105,8 чоловіків;  на 100 жінок у віці від 18 років та старших — 108,1 чоловіків також старших 18 років.
Середній дохід на одне домашнє господарство  становив 85 900 доларів США (медіана — 75 694), а середній дохід на одну сім'ю — 97 387 доларів (медіана — 79 083). Медіана доходів становила 53 750 доларів для чоловіків та 42 159 доларів для жінок. За межею бідності перебувало 4,0 % осіб, у тому числі 3,3 % дітей у віці до 18 років та 1,7 % осіб у віці 65 років та старших.
Цивільне працевлаштоване населення становило 431 особа. Основні галузі зайнятості: освіта, охорона здоров'я та соціальна допомога — 22,7 %, сільське господарство, лісництво, риболовля — 16,7 %, виробництво — 16,0 %.